# エロティシズム
エロティシズム（英: eroticism、伊: erotismo、仏: érotisme、独: Erotik）は、リビドー（性的欲求）の美学的視点に焦点を当てた概念である。とりわけ性的活動への期待感に関連し、期待などの状態だけではなく、表現手段を用いてそうした感情をかき立てようとする試みについても用いられる。平等性の原則からエロティシズムとエロス、エロティカ、ポルノグラフィを選別しないことも可能である。エロス的な営みの根底には、肉体性が隠れている。なお、芸術ジャンルとしてのエロティシズムについては項目エロティカを参照。

## 概要

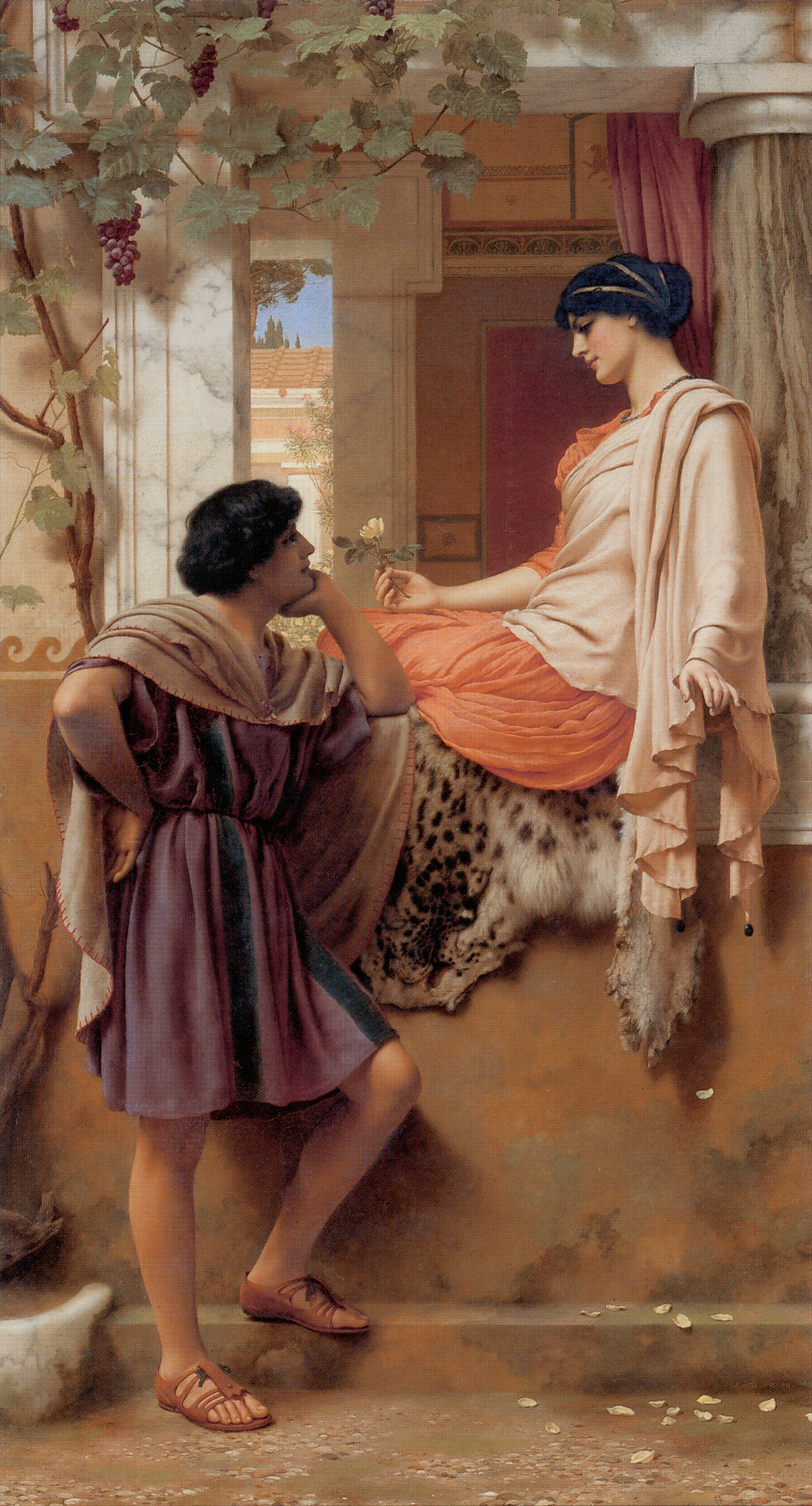
Eroticism in literature.「The Old, Old Story」, ジョン・ウィリアム・ゴッドワード。1903年

エロティシズムという言葉の語源はギリシア神話の愛の神エロースの名前である。エロティシズムは官能愛または人間の性衝動（リビドー）のことだと考えられている。西洋哲学やキリスト教は愛をエロス、フィーリア、アガペーの3種類に区別している。この3者のうちエロスはもっとも自己中心的で、自己への配慮に満ちていると考えられている。
古代ギリシア哲学はギリシア神話をひっくり返し、様々な仕方で、エロティシズムの高度に美的な意味やセクシュアリティの問題をどのようにわれわれが理解しているかを明らかにしている。エロスとは混乱した性的欲望を表象する原始的な神であり、さらに言えば異性からの性的欲望を切望する異性愛的なものである。プラトンのイデア論では、エロスはイデア的な美と究極性を主体が切望することに対応している。エロスとは肉体同士の調和的合一であるだけではなく、認識と快楽との合一でもある。古代日本の土偶や、アフリカの彫刻や美術は、女性の芳醇なエロティシズムの象徴とみなされてきた。主体がみずからを超えて客体的な他者と交渉しようとするとき、レヴィナスの指摘した通りエロスはほとんど超越の表明でさえある。フランスの哲学者ジョルジュ・バタイユの考えでは、エロティシズムとはわれわれ自身の主観性の限界へ向かおうとする運動であり、合理的世界を解体する侵犯行為なのであるが、この侵犯はつねに束の間のものに終わる。この点でタブー（禁忌）を犯す行為と関わるが、そのタブーは倫理的要請から来るものではなく、いわば「聖なるタブー」を侵犯する不可能性から「死」にも肉薄するものとなる。エマニュエル・レヴィナスは「エロスの現象学」の中で「超越」を見出し、感じるものと感じられるものの共同へと身を溶け込ませようとすることが、すなわち快楽だとした。
さらにエロスやエロティックな表現に対する異議として、欲望の対象が欲望主体の欲求の単なる投影にすぎないような主客関係を助長する、というものがある。エロスとしての愛は、フィーリア（友情）やアガペー（無償の愛）よりも卑しいと考えられている。しかし逆説的なことに、エロティックな関心は欲望主体自身を個体化し、脱個体化する。何がエロティックなのかという理解は時代や地域によって変わるため、エロティシズムを一律に定義することは難しいと考える者もいる。例えばルーベンスが描いた官能的な裸体は、17世紀にそれが庇護者に献呈されるため製作されたときにはエロティックだと考えられた。同様にイギリスとアメリカ合衆国でも、D・H・ローレンスの小説『チャタレイ夫人の恋人』は性を露骨に扱ったために猥褻とされ、1928年の完成から30年間にわたって多くの国で出版や流通に適さないとされてきたが、今日では学校の標準的な文学テクストと見なしている地域もある。

## 歴史
20世紀に入ってジョルジュ・バタイユは、エロティシズムが人間の主観性と、人間性の境界線を解消する機能を持っているが、合理的な世界を解消するのは一時的な現象であると分析した。バタイユはエロティシズムを通して人間を至高の存在ととらえ、有限な個体は自己中心的であるが、我知らず他者との共同へと促されているのを感じると分析した。聖なるものとしての性は畏怖すべきものでもあり魅惑的なものでもある。バタイユによれば、性は反道徳的であるというよりも、生命と種の保存の名において個人的道徳を失効させるものである。エロティシズムは、個体が自己の中に閉じこもることを拒むという点では死と共通するものをもっている。個体の意識や自我はこの閉じこもりを基礎にしているからである。性衝動が繁殖と結びつくと、自己保存の本能という地平を越える。個体はやがて滅びるから繁殖を行うのではなく、生命が更新されるためには個体は滅びなければならないのである。生と死という一見反対のものが一つであり、豊饒をもたらすという芸術を、古代人は「死と再生の秘儀」という形で伝承してきた。ギリシア神話でそれはディオニュソスと呼ばれたもので、バッカスの暴力的な秘儀の中に狂信女たちは陶酔を見たとされる。

もっと根底的にはエロティシズムは、異なる二人の人物がもつ二つの世界がやがて一致するという約束である。確かにそのことは肉体的にでなければ不可能であるが、いずれにせよ一つの約束なのである（プラトンの『饗宴』中でアリストパネスが語る逸話を参照）。同じくプラトンの『饗宴』においてソクラテスは、エロティシズム（エロス）が恋人同士の共同とか補完とかより気高いものを目標としていると述べている。すなわちエロティシズムは「真理」へ向かう身ぶりだと言うのである。プラトンは『パイドロス』の中で弁論家のリュシアスに、愛がないのに誘惑してくる人たちにこそ味方すべきだと言わせている。彼らより恋人たちの方がよほど軽率で煩わしいものだからである。やがてエロティシズムは、芸術とか会話術のように、文明的洗練を表現する一形式にすぎなくなるだろう、という。しかしそのようにみなすのは、エロス的快楽を凡庸化し、それを味覚の快楽のモデルで考えようとするやや愚かしい試みである。エロティシズムとは、他の身体との、他者との、他の経験や他の意識という計り知ることのできないものとの対決ともいえる。17世紀イギリスの詩人、第二代ロチェスター伯爵ジョン・ウィルモットのような自由主義文学は、読者によるエロティシズムへの関心を喚起した。レヴィナスによれば、芸術における美は女性の顔における美しさを転化させる。その理由は、芸術的美が女性の顔の美しさを絵画とか彫刻といった、「中立的素材」ですっかり覆われた形態に変えてしまうためである。「転化」という言葉はプラトン的愛（プラトニック・ラブ）のことを暗示しているかもしれない。かつてショーペンハウアーは、恋の駆け引きの軽薄さと輝きが、性行為の厳粛さ（ショーペンハウアーによればまったく動物的な）とまったく対照をなしていることに衝撃を受けた。このため彼はエロス的営みを単なる幻想とみなし、生命そのものによって恋人たちの知性と個体性に対してかけられた罠だと考えた。しかしまったく反対に、エロティシズムはほとんど生殖の問題を考慮しないからこそ、そのままにしておけばすぐに消え去ってしまう性衝動に反して、快楽と欲望を長続きさせるのだ、ということに注目してみることもできる。
このように愛の営みは冒瀆という性格を帯びる場合もある。サルトルによれば愛撫とはほんものの魔術だという。愛撫を受けると身体は備給され、身体化される。すなわち単なる肉体としてではなく、人格の住まった肉体として、自由として現れ出るのである。シモーヌ・ド・ボーヴォワールは『第二の性』の中で、哺乳類の場合には性は雄と雌で異なる意味をもっているということを強調した。雌の場合、「個体性は要求されない。雌は、種の保存のために自己放棄が必要だとすれば、自己を放棄するのである」。それゆえ雄のほうは誘惑者の役割をとりわけ果たすことになる。これはさらには侵略者の役割となるかもしれず、過剰なまでの気前のよさを無償で示すことによって、生命力を見せつけることであるかもしれない。媚態（コケットリー）とは気を引きながら決して相手のものにならないことであり、拒みながら与えることであるが、それが雌の不安の表現であるのは、雌はその身に子を宿し、（出産という形で）我が身を疎外するものだからである。ミシェル・レリスも言うように、「聖なるものに属する言葉を用いる」のは「結局のところ聖なるものを破壊し、その異質性を少しずつ剥ぎ取っていくこと」にすぎない。ドン・ファンの形象が表しているように、放蕩の中には反逆がある。人は火遊びをし、ミシェル・レリスの言う「雄牛の角」をもてあそぶ。すなわち、性と死の聖なる力が、みずからの身を焦がす危険を冒しつつ、近づいていくのである。